# Азнабаев, Марат Талгатович
Мара́т Талга́тович Азнаба́ев (баш. Марат Тәлғәт улы Аҙнабаев) (род. 1 февраля 1939) — российский врач-офтальмолог, академик АН РБ (1995), доктор медицинских наук (1986), профессор (1989), заслуженный деятель науки РФ (2004) и РБ (1991), заслуженный врач РСФСР (1986) и БАССР (1977).

## Биография
Марат Талгатович Азнабаев родился 1 февраля 1939 года в селе Якшимбетово Куюргазинского района БАССР.
Окончил Башкирский государственный медицинский институт (1962). Ассистент (1966—1972), доцент (1972—1980), с 1987 г. заведующий кафедрой БГМИ (с 1995 г. университет). Одновременно в 1980—2006 гг. — директор, с 2006 г. — главный научный сотрудник Уфимского научно-исследовательского института глазных болезней.
Офтальмолог, академик АН РБ, доктор медицинских наук, профессор, заслуженный деятель науки РФ и РБ, заслуженный врач РСФСР и БАССР, зав. кафедрой офтальмологии Башкирского государственного медицинского университета, член Правления общества офтальмологов России, редакционного совета центрального журнала «Вестник офтальмологии» (г. Москва), «Проблемы рефракционной хирургии» (г. Москва), «Казахстанский офтальмологический журнал» (г. Алматы), редакционного Совета издательства «Энциклопедия Башкортостана» (г. Уфа), главный редактор Всероссийского научно-практического журнала «Проблемы офтальмологии».
Научное направление: разработка новых методов лечения врожденной патологии глаз у детей.
Разработал новое научное направление по восстановлению зрения новорожденных при врожденной слепоте; организовал разработку аппаратов, устройств, лечебных препаратов и микрохирургических инструментов.
Под его руководством Уфимский НИИ глазных болезней стал одним из ведущих центров страны в лечении врожденной катаракты. По его инициативе открыты межрайонные офтальмологические микрохирургические центры в городах Кумертау, Туймазы, Учалы, Янаул, Сибай, селе Малояз Салаватского района РБ; лаборатории по производству интраокулярных и контактных линз.
Создал Уфимскую научную школу офтальмологов. Среди его учеников 7 докторов и 43 кандидата наук.
Научные разработки института экспонировались на ВДНХ СССР, международных выставках в Москве, Индии, Китае, Германии и других странах, отмечены медалями, дипломами, грамотами.
Президент Ассоциации офтальмологов РБ (1997). Главный редактор всероссийского журнала «Проблемы офтальмологии» (с 2004 г.).

## Публикации
М. Азнабаев — автор 560 научных работ, в том числе 16 монографий, 129 свидетельств и патентов на изобретения.
- Аденовирусные и хламидийные заболевания глаз. Уфа, 1995 (соавтор).
- Пластическая хирургия радужки. Уфа, 1997 (соавтор).
- Русско-башкирский толковый словарь офтальмологических терминов. Уфа, 2004.
- Демодекоз глаз. Уфа, 2004 (соавтор).
- Редкие случаи в клинической офтальмологии. 2-е изд. доп. Уфа, 2005 (соавтор).
- Лазерная трансканаликулярная дакриоцисториностомия. Уфа, 2005 (соавтор).

## Награды
Лауреат премии АН РБ имени Г. Х. Кудоярова (2007), награждён орденами Почёта (1999), Салавата Юлаева (2004), Чести и Славы Республики Абхазия (2004).